# Witkowice-Wybudowanie
Witkowice-Wybudowanie – przysiółek w Polsce położony w województwie wielkopolskim, w powiecie szamotulskim, w gminie Kaźmierz.
W latach 1975–1998 miejscowość administracyjnie należała do województwa poznańskiego.
Zobacz też: Witkowice